# Motociclismo en Chile
El motociclismo en Chile es un deporte que consiste en el uso deportivo de la moto en diferentes modalidades. Su organización está a cargo de la Federación de Motociclismo de Chile, quien a su vez está afiliada a la Federación Internacional de Motociclismo (FIM). Este órgano gobierna las competiciones de motociclismo a nivel nacional. Internacionalmente están representadas 98 federaciones nacionales de motociclismo, y estas a su vez están divididas en seis regiones continentales.
La FIM contempla a 5 disciplinas que son las más reconocidas internacionalmente. Velocidad, motocross, trial, enduro, y track racing, que es una disciplina que abarca las carreras sobre hierba. Chile tiene grandes representantes principalmente en las ramas de motocross y enduro.

## Historia de la Moto en Chile
Los primeros vehículos de dos ruedas llegaron a Chile con las migraciones que se originaron a raíz de la Primera Guerra Mundial, a comienzos del siglo XX. Con la llegada de las personas de Europa, este medio de transporte se virañlizó. Las motos pasan a ser parte principal del paisaje de las ciudades más turísticas del país, no obstante, los precios altos hacían de ellas una costumbre de los más adinerados.
La competencia se hace presente en el mercado de estas codiciadas máquinas, debido a que las condiciones de importación le abren las puertas a las motos de factura japonesa. Como consecuencia de este hecho los precios bajan y las motos de elites se vuelven más alcanzables para las personas de diferentes situaciones económicas.

## Principales referentes
Uno de los principales referentes en Chile es Carlo de Gavardo, el que ha destacado al conseguir participaciones importantes internacionales tanto en las ramas del enduro como en el rally cross-country. Alcanzando el campeonato mundial de rally.  Su mejor ubicación fue el tercer lugar que obtuvo en la edición de 2001, también fue el primer deportista latinoamericano en ganar una etapa en el rally-raid más importante del mundo. Por otra parte, también popularizó el Rally Dakar en Latinoamérica con sus destacadas actuaciones.
Otro campeón del mundo es Francisco "Chaleco" López en la categoría de 450 cc. Quien causó mucha sorpresa ya que lo logró con la escudería Honda y no con KTM, que representa a la escudería número 1 en rally. López ha obtenido muy buenos resultados en el Rally Dakar, subiendo al podio en dos oportunidades diferentes. Además es el motociclista latinoamericano con más etapas ganadas en la historia del Dakar.
Otros intérpretes nacionales destacados son Javier Villegas que fue campeón mundial de Motociclismo FreeStyle 2011. En la década actual destacan Ruy Barbosa, Hardy Muñoz y Maxi Scheib.

## Motocross
El motocross es una competición enfocada en las motocicletas todo terreno y se realiza en circuitos cerrados. En esta disciplina se combina la velocidad de la máquina con la destreza del conductor para manejar en curvas cerradas. Una característica de los conductores es su resistencia y fortaleza física. Las motos de motocross han evolucionado bastante a lo largo de su historia. 

### Evolución de las motos de Motocross
En los años 80 no se pararon de ver cambios e innovaciones en el funcionamiento de las motos. Se crearon los motores refrigerados por agua, se gestaron los frenos de disco para el tren delantero y las suspensiones crecieron para superar los 300 mm de recorrido. Durante estos años se comenzaron a ver las primeras horquillas invertidas.
La posterior década de los 90 sirvió para implementar y mejorar todas esas innovaciones. Por otra parte, esta época también trajo los primeros embragues de accionamiento hidráulico y la incorporación de materiales más nobles y ligeros entre los ejemplares de todas las marcas.
En la última década, se puede destacar principalmente la llegada de ayudas electrónicas, mapas del motor y el botón que hace olvidarnos de la pata de arranque, que ahora solo algunas motocicletas cuentan. Los materiales no han dejado de evolucionar para que hoy tengamos una moto que ha mejorado sustancialmente con respecto a una del año 2010. La realidad es que en estos últimos 20 años la evolución no ha sido tan radical como los últimos 20 años del siglo XX donde pudimos ver una verdadera evolución real.

## Indumentaria Obligatoria
La ley establece una indumentaria mínima necesaria, tanto para el conductor como para un eventual acompañante. Según lo establecido en el Decreto 234 del año 2000:
- Usar casco reglamentario, sujeto a la barbilla mediante hebillas o trabas que lo aseguren a la  cabeza del ocupante.
- Usar protección ocular, la que podrá consistir en anteojos o ser parte integrante del casco.
- Usar guantes de material resistente al roce que cubran la mano completa, incluyendo los dedos.
- Usar calzado cerrado que cubra el pie, preferentemente con planta antideslizante.[8]